# Paraguay ai Giochi della XXVIII Olimpiade
Il Paraguay partecipò ai Giochi della XXVIII Olimpiade, svoltisi ad Atene, Grecia, dal 13 al 29 agosto 2004, con una delegazione di 23 atleti impegnati in quattro discipline.

## Medaglie
| Medaglia | Atleta   | Sport  | Evento          |
| -------- | -------- | ------ | --------------- |
| Argento  | Paraguay | Calcio | Torneo maschile |

## Delegazione
| Sport            | Uomini | Donne | Totale |
| ---------------- | ------ | ----- | ------ |
| Atletica leggera | 1      | 1     | 2      |
| Calcio           | 18     | -     | 18     |
| Canottaggio      | 1      | 1     | 2      |
| Nuoto            | 1      | -     | 1      |
| Totale           | 21     | 2     | 23     |

## Risultati

### Atletica leggera
| Q | Qualificato al turno successivo per la Classifica in qualificazione                                                          |
| q | Qualificato per il turno successivo per ripescaggio o, negli eventi su campo, conquistando la misura minima per qualificarsi |

Maschile
Eventi su pista e strada
| Atleta         | Evento | Batteria  | Batteria   | Semifinale      | Semifinale      | Finale          | Finale          |
| Atleta         | Evento | Risultato | Classifica | Risultato       | Classifica      | Risultato       | Classifica      |
| -------------- | ------ | --------- | ---------- | --------------- | --------------- | --------------- | --------------- |
| Diego Ferreira | 100 m  | 10"50     | 5º         | non qualificato | non qualificato | non qualificato | non qualificato |

Femminile
Eventi sul campo
| Atleta       | Evento                 | Qualificazioni | Qualificazioni | Finale          | Finale          |
| Atleta       | Evento                 | Distanza       | Classifica     | Distanza        | Classifica      |
| ------------ | ---------------------- | -------------- | -------------- | --------------- | --------------- |
| Leryn Franco | Lancio del giavellotto | 50,37          | 42ª            | non qualificata | non qualificata |

### Calcio
| Squadra            | Torneo   | Girone               | Girone               | Girone               | Girone | Quarti               | Semifinali           | Finale / FB          | Pos.    |
| Squadra            | Torneo   | Avversario Risultato | Avversario Risultato | Avversario Risultato | Pos.   | Avversario Risultato | Avversario Risultato | Avversario Risultato | Pos.    |
| ------------------ | -------- | -------------------- | -------------------- | -------------------- | ------ | -------------------- | -------------------- | -------------------- | ------- |
| Nazionale maschile | Maschile | Giappone V 4–3       | Ghana P 1–2          | Italia V 1–0         | 1ª Q   | Corea del Sud V 3–2  | Iraq V 3–1           | Argentina P 1–0      | Argento |

### Canottaggio
| FA   | Qualificato in finale A (per le medaglie)     |
| FB   | Qualificato in finale B (non per le medaglie) |
| FC   | Qualificato in finale C (non per le medaglie) |
| FD   | Qualificato in finale D (non per le medaglie) |
| FE   | Qualificato in finale E (non per le medaglie) |
| FF   | Qualificato in finale F (non per le medaglie) |
| SA/B | Semifinali A/B                                |
| SC/D | Semifinali C/D                                |
| SE/F | Semifinali E/F                                |
| QF   | Qualificato ai quarti di finale               |
| R    | Ripescaggio                                   |

Maschile
| Atleta      | Evento  | Batteria  | Batteria   | Ripescaggio | Ripescaggio | Semifinali | Semifinali | Finale    | Finale     |
| Atleta      | Evento  | Risultato | Classifica | Risultato   | Classifica  | Risultato  | Classifica | Risultato | Classifica |
| ----------- | ------- | --------- | ---------- | ----------- | ----------- | ---------- | ---------- | --------- | ---------- |
| Daniel Sosa | Singolo | 7'52"50   | 5º R       | 7'21"03     | 4º SD/E     | 7'36"87    | 6º FE      | 7'13"49   | 26º        |

Femminile
| Atleta         | Evento  | Batteria  | Batteria   | Ripescaggio | Ripescaggio | Semifinali | Semifinali | Finale    | Finale     |
| Atleta         | Evento  | Risultato | Classifica | Risultato   | Classifica  | Risultato  | Classifica | Risultato | Classifica |
| -------------- | ------- | --------- | ---------- | ----------- | ----------- | ---------- | ---------- | --------- | ---------- |
| Rocío Rivarola | Singolo | 8'03"85   | 4ª R       | 7'57"77     | 4ª SC/D     | 8'05"92    | 5ª FD      | 7'57"36   | 21ª        |

### Nuoto
Maschile
| Atleta         | Evento         | Batteria  | Batteria   | Semifinale      | Semifinale      | Finale          | Finale          |
| Atleta         | Evento         | Risultato | Classifica | Risultato       | Classifica      | Risultato       | Classifica      |
| -------------- | -------------- | --------- | ---------- | --------------- | --------------- | --------------- | --------------- |
| Sergio Cabrera | 200 m farfalla | 2'06"15   | 35º        | non qualificato | non qualificato | non qualificato | non qualificato |